# Joachim Konrad (Politiker)
Joachim Konrad (* 28. Februar 1978 in Kempten) ist ein deutscher Politiker der CSU. Seit 2023 ist er Abgeordneter im Bayerischen Landtag.

## Leben
Konrad machte nach dem Abschluss der Wirtschaftsschule in Kempten eine Ausbildung als Bankkaufmann und arbeitete einige Jahre bei der Sparkasse Kempten. 2002 machte er auf dem zweiten Bildungsweg Abitur und studierte anschließend Verwaltungswissenschaften an der Universität Konstanz, das Studium schloss er 2007 mit dem Diplom ab. Danach arbeitete er für die Anstalt für Kommunale Datenverarbeitung in Bayern als Vertriebsbeauftragter.
1996 trat Konrad in die Junge Union (JU) ein, 1998 in die CSU. Er war mehrere Jahre Marktgemeinderat und CSU-Vorsitzender in Wertach. Von 2009 bis 2016 war er Kreisvorsitzender der CSU Oberallgäu. 2014 wurde er zum Ersten Bürgermeister von Altusried gewählt, 2020 wurde er mit großer Mehrheit wiedergewählt. Seit 2014 ist er auch im Kreistag des Landkreises Oberallgäu, seit 2020 als Vorsitzender der CSU-Fraktion.
Bei der Landtagswahl am 8. Oktober 2023 kandidierte er im Stimmkreis Kempten, Oberallgäu und erhielt mit 34,1 % das beste Erststimmenergebnis, womit er in den Landtag gewählt wurde, dem er seit dem 30. Oktober 2023 angehört.
Im Bayerischen Landtag ist Konrad Mitglied in den Ausschüssen für Eingaben und Beschwerden sowie für Wohnen, Bau und Verkehr.
Konrad ist verheiratet, hat zwei Kinder und wohnt in Altusried.